# Ворренсбург (переписна місцевість, Нью-Йорк)
Ворренсбург (англ. Warrensburg) — переписна місцевість (CDP) в США, в окрузі Воррен штату Нью-Йорк. Населення — 3045 осіб (2020).

## Географія
Ворренсбург розташований за координатами 43°31′13″ пн. ш. 73°46′21″ зх. д. / 43.52028° пн. ш. 73.77250° зх. д. (43.520351, -73.772583).  За даними Бюро перепису населення США в 2010 році переписна місцевість мала площу 29,39 км², з яких 28,56 км² — суходіл та 0,83 км² — водойми. В 2017 році площа становила 18,02 км², з яких 17,50 км² — суходіл та 0,53 км² — водойми.

## Демографія
Згідно з переписом 2010 року, у переписній місцевості мешкали 3103 особи в 1310 домогосподарствах у складі 796 родин. Густота населення становила 106 осіб/км².  Було 1515 помешкань (52/км²).
Расовий склад населення:
| - 97,6 % — білих - 0,6 % — азіатів - 0,3 % — чорних або афроамериканців - 0,1 % — корінних американців |

До двох чи більше рас належало 1,1 %. Частка іспаномовних становила 2,3 % від усіх жителів.
За віковим діапазоном населення розподілялося таким чином: 21,5 % — особи молодші 18 років, 62,2 % — особи у віці 18—64 років, 16,3 % — особи у віці 65 років та старші. Медіана віку мешканця становила 42,5 року. На 100 осіб жіночої статі у переписній місцевості припадало 92,1 чоловіків;  на 100 жінок у віці від 18 років та старших — 90,5 чоловіків також старших 18 років.
Середній дохід на одне домашнє господарство  становив 59 708 доларів США (медіана — 48 304), а середній дохід на одну сім'ю — 65 883 долари (медіана — 61 369). Медіана доходів становила 50 897 доларів для чоловіків та 35 455 доларів для жінок. За межею бідності перебувало 16,7 % осіб, у тому числі 22,9 % дітей у віці до 18 років та 7,4 % осіб у віці 65 років та старших.
Цивільне працевлаштоване населення становило 1522 особи. Основні галузі зайнятості: роздрібна торгівля — 19,1 %, освіта, охорона здоров'я та соціальна допомога — 18,7 %, мистецтво, розваги та відпочинок — 13,6 %, виробництво — 10,7 %.